# فرانك وليامز (لاعب كرة قدم أسترالية)
فرانك وليامز (بالإنجليزية: Frank Williams)‏ هو لاعب كرة قدم أسترالية أمريكي، ولد في 1 أكتوبر 1914، وتوفي في 14 يوليو 2005.

## وصلات خارجية
- فرانك وليامز على موقع AustralianFootball.com (الإنجليزية)
- فرانك وليامز على موقع AFLtables.com (الإنجليزية)